# Schiffskamel

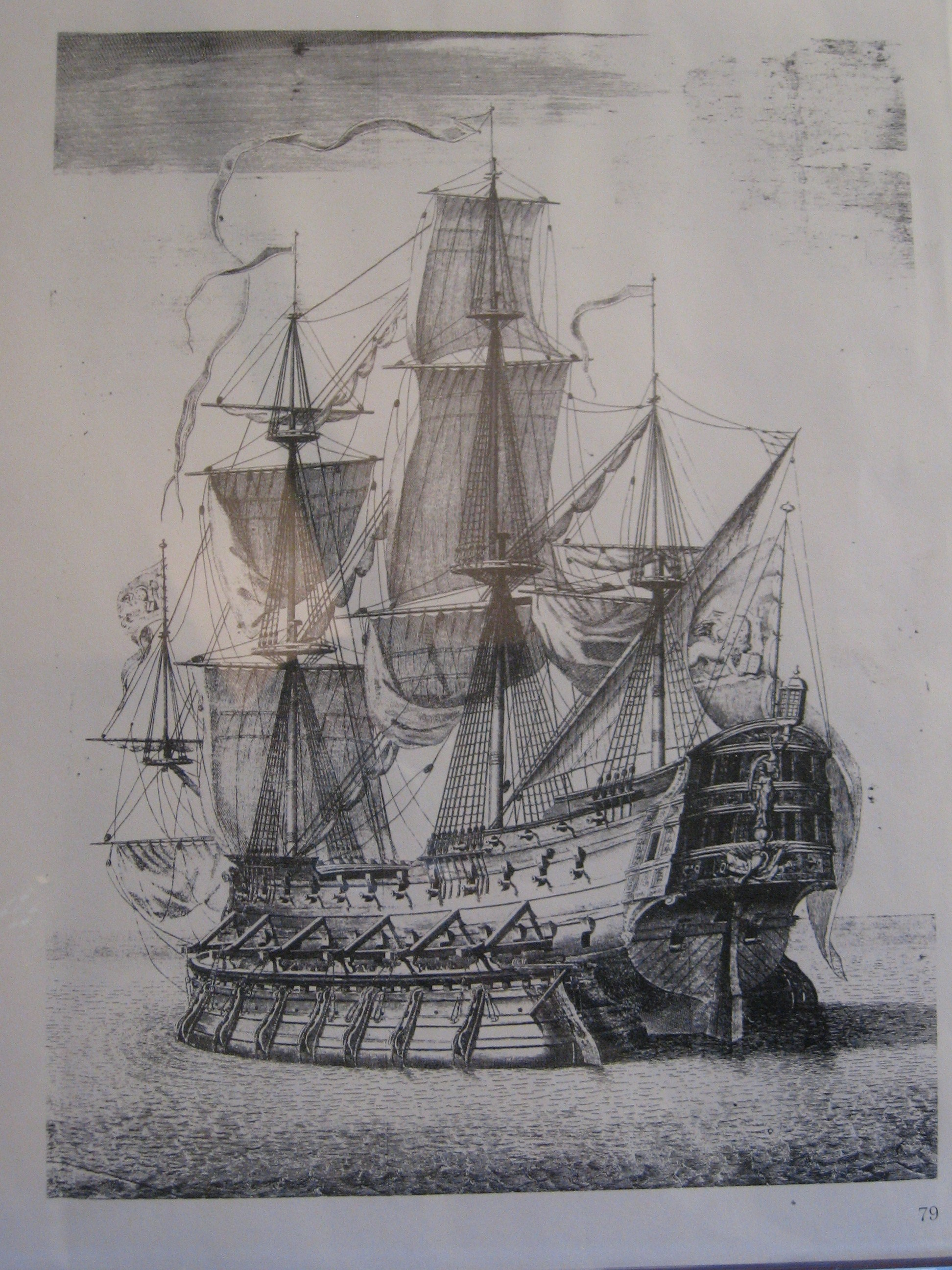
Venezianisches Kriegsschiff mit Schiffskamelen

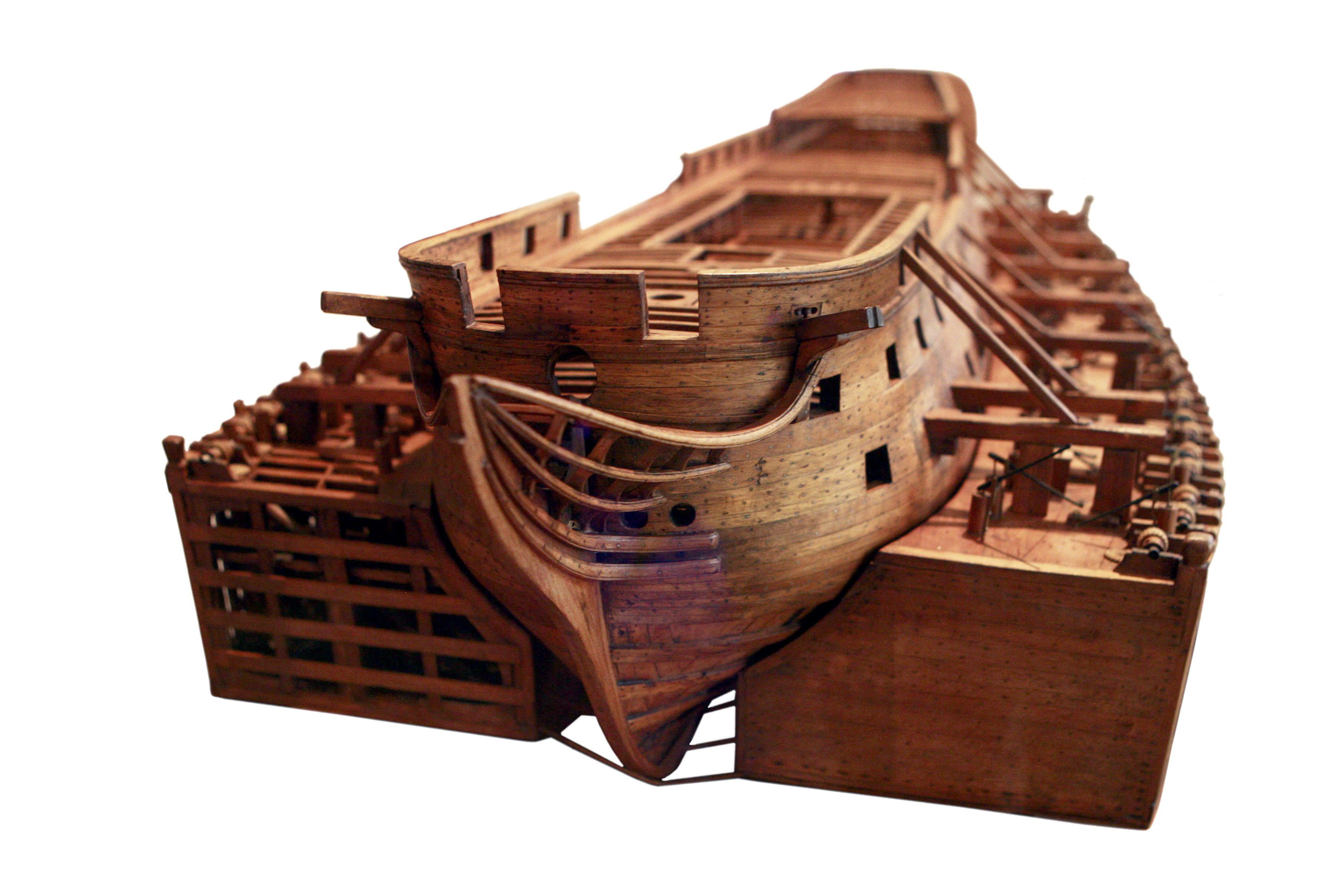
Modell eines Schiffskamels, wie es in Venedig zum Einsatz kam

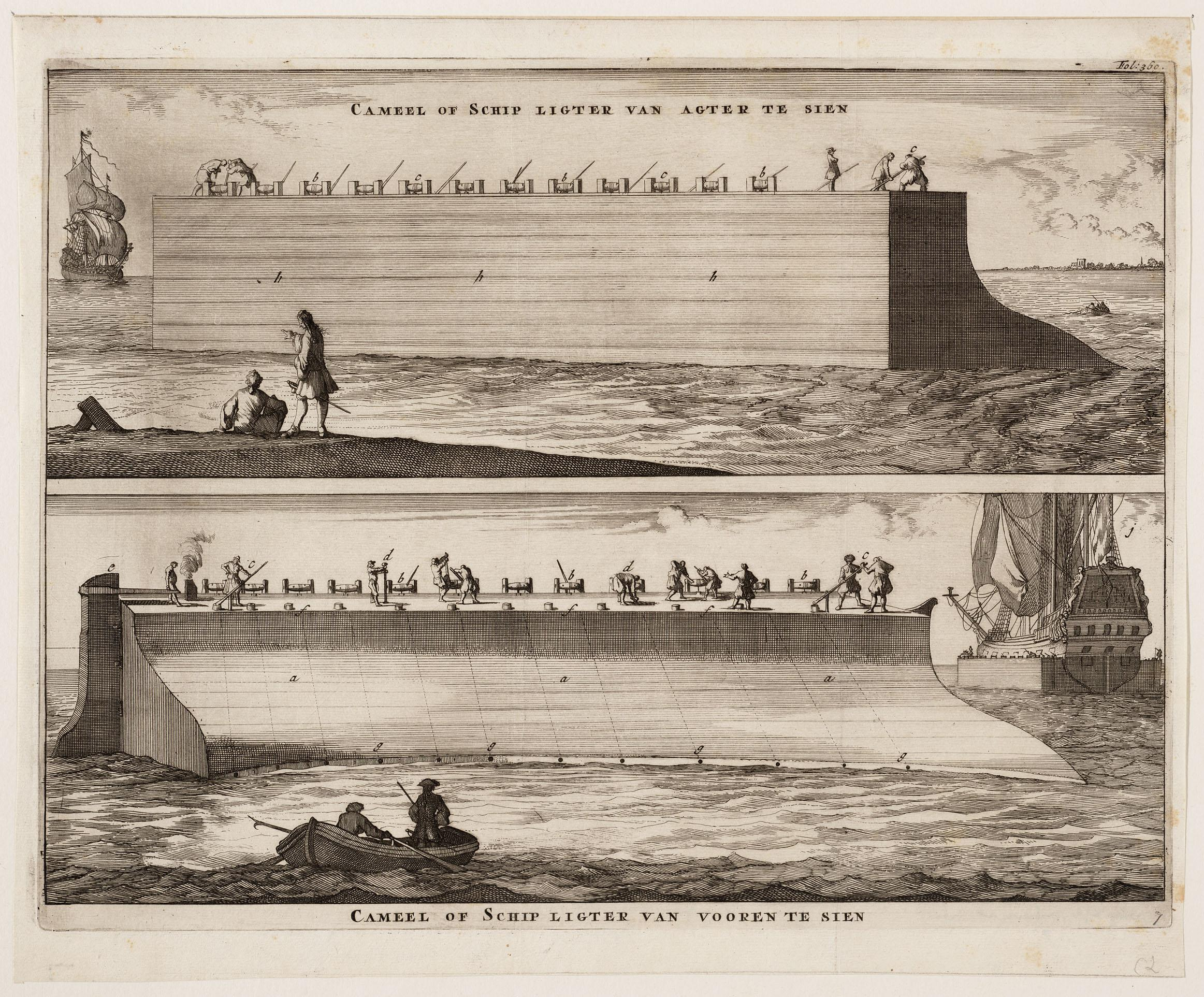
Illustration aus van Yks De Nederlandsche scheeps-bouw-konst open gestelt

Ein Schiffskamel (niederländisch Scheepskameel) war ein hölzerner Schwimmkörper, der zeitweise mit einem Schiff verbunden wurde, um dessen Tiefgang zu verringern. Wegen der zunehmenden Versandung der Flussmündungen an der niederländischen Küste konnten größere Segelschiffe die Häfen nur noch geleichtert anlaufen.
Schiffskamele wurden auch in Russland vor St. Petersburg und in Venedig eingesetzt.

## Geschichte
Das Schiffskamel war eine Entwicklung des Amsterdamer Stadtzimmermanns Meeuwis Meindertsz Bakker, der diese Konstruktion zum ersten Mal im April 1690 einsetzte, um das in Amsterdam gebaute Kriegsschiff Princes Maria über die Untiefen von Pampus zu bringen. Für seine Leistung, die zu den bedeutendsten des niederländischen Schiffbaus der damaligen Zeit gehörte, erhielt Bakker von der Admiralität von Amsterdam ein Jahresgehalt als Belohnung. Bereits Cornelis van Yk, Schiffbaumeister der niederländischen Ostindienkompagnie, behandelte dieses Instrument 1697 in seinem Werk De Nederlandsche scheeps-bouw-konst open gestelt. Vor der Verwendung der Kamele wurden die Schiffe nur geleichtert oder mit luftgefüllten Wasserfässern leicht angehoben. Über die seichten Stellen des Enkhuizer Sandes und des Pampus wurden die Schiffe dann mit Wasserschiffen (Waterschepen vom Typ Wijdschip) aus Marken geschleppt. Das Einkommen für diesen Dienst war für deren Schipper höher als normale Leichter- oder andere Transportaufgaben.
In der Folge wurden Kamele auch für die Städte Hoorn, Enkhuizen, Medemblik und Harlingen gebaut.

## Arbeitsweise
Ein Schiffskamel war ein zweiteiliges Schwimmdock mit einer Länge von etwa 40 bis 50 Metern, dessen Teile durch Ketten miteinander verbunden waren. Diese Pontons waren mit Ruder, Bratspillen, Handpumpen, wasserdichten Abteilungen im Rumpf und bisweilen einem Zwischendeck mit Logis und Kombüse für die Bedienungsmannschaft versehen. Ihren Namen verdanken die Pontons der Tatsache, dass die zwei Pontons mit einem eingeschwommenen Schiff an das Lasttier Kamel mit zwei Höckern erinnerte. Beide Hälften waren als wasserdichte Schwimmkörper ausgeführt, die geflutet und gelenzt werden konnten.
Waren diese geflutet, wurde das anzuhebende Schiff zwischen ihnen eingeschwommen und befestigt. Dazu wurden starke Trossen unter dem Schiff hindurch gezogen und Balken durch die Stückpforten gesteckt, die dann auf den Pontons des Kamels auflagen. Anschließend wurden die Abteilungen der Kamele mittels Pumpen geleert, ähnlich wie bei modernen Schwimmdocks. Durch den somit um bis zu drei Meter verringerten Tiefgang konnten dann Pontons und Schiff in den Hafen gelangen, ohne dass das Schiff teilweise entladen (geleichtert) werden musste. Sobald man die Untiefe passiert hatte, wurden die Schwimmkörper wieder geflutet, und das Schiff schwamm frei. Die Form der Schwimmkörper war auf der Innenseite konkav, um die Schiffe gut aufnehmen zu können. Um die Rumpfstruktur der Schiffe zu schonen, gab es Kamele in verschiedenen Größen für die jeweiligen Abmessungen der Schiffe, um eine möglichst große Formschlüssigkeit zu erreichen.
Bewegt wurde das Gespann durch die Segel des angehobenen Schiffes und schleppende Wasserschiffe.
An Stelle der Schiffskamele setzte man auch herkömmliche Leichter ein, die zu beiden Seiten des Frachtenseglers mit Ketten oder Balken befestigt wurden, ihr Ballastwasser löschten und somit das Schiff anhoben.
Schiffskamele waren in den Niederlanden bis 1825 in Betrieb. Um das Problem der Schifffahrt in der zunehmend mehr versandenden Zuidersee dauerhaft zu lösen, wurde von 1819 bis 1824 der Noordhollandsch Kanaal angelegt, den die größten Seeschiffe der damaligen Zeit befahren konnten. Damit wurden Kamele überflüssig.
Ähnlich den Schiffskamelen wurden Anfang des 20. Jahrhunderts die großen Schiffe von AG Vulcan Stettin mit Hilfe von seitlich angebrachten Hebepontons durch die Mündung der Oder ins offene Meer geführt. Dieses Verfahren war nicht mehr nötig, nachdem die Werft eine neue Niederlassung in Hamburg gegründet hatte, wo die Schiffe ohne Probleme das Meer erreichen konnten.

## Vor Pampus liegen
Wenn die Wassertiefe noch mehr abnahm und der Wind nicht aus Richtung Osten wehte, halfen auch die Schiffskamele nicht mehr. Dann lagen die Schiffe tagelang nutzlos vor der Untiefe Pampus. Daher kommt die niederländische Redewendung vor Pampus liegen (voor pampus liggen) = außerstande sein, irgendetwas zu tun.

## Weblink
- Arbeitsweise eines Schiffkamels (ndl.)